# Adam III. Batthyány
Adam III. hrabě Batthyány (3. března 1704 Čatež ob Savi – 15. listopadu 1782 Güssing) byl uherský magnát z rodu Batthyány a jako takový hrabě Batthyány de Németújvár. Byl zakladatelem ostrokameňské rodové linie a historického významu dosáhl především jako donátor a stavebník kostelů.

## Původ a rodina
Batthyány byl druhým nejstarším synem Zikmunda I. hraběte Batthyányho (1673–1726) a jeho manželky Isabelly Rosiny roz. hraběnka z Gallenbergu (1670–1731). Adamův dědeček Pavel I. (1639–1674) byl jedním ze dvou synů Adama I., kterého rodina považuje za „předka v pravém slova smyslu“. Své dědictví rozdělil mezi své syny Kryštofa II. (1637–1687) a Pavla I. Z potomků Kryštofa vzešla pozdější první knížecí linie, z potomků Pavla vzešla původně hraběcí linie s pozdější druhou knížecí. Batthyányové byli předním šlechtickým rodem v habsburské monarchii.
Mezi Adamovy sourozence patřili Pavel II. (1702–1740), katedrální probošt v Győru, Zikmund II., zakladatel schlainingské linie, a Emmerich I. (1707–1774), zakladatel pinkafeldské linie, z níž pocházejí všichni žijící členové rodiny.

## Životopis
Adam III. zdědil po smrti svého otce v roce 1726 mimo jiné panství Pinkafeld s tamějším stejnojmenným zámkem. Zdědil také část panství Güssing, které bylo rodovým sídlem od roku 1524 a pravidelně se dělilo mezi potomky Adama I., a to i včetně areálu hradu Güssing. Adam III. rozšířil svůj majetek o Židovský dům v Güssingu, který rodině sloužil jako panské sídlo ve městě, dále o panství Burgau a majetky v Rakoniczi, Malženici a Zalaszentgrótu, které získal od jednoho ze svých synovců. Již za otcova života kolem roku 1721 Adam III. získal od pozdějšího knížete Mikuláše I. Josefa Esterházyho panství Ostrý Kameň (německy Scharfenstein). Po něm byla pojmenována Batthyányho větev, kterou tvořil on a jeho mužští potomci.

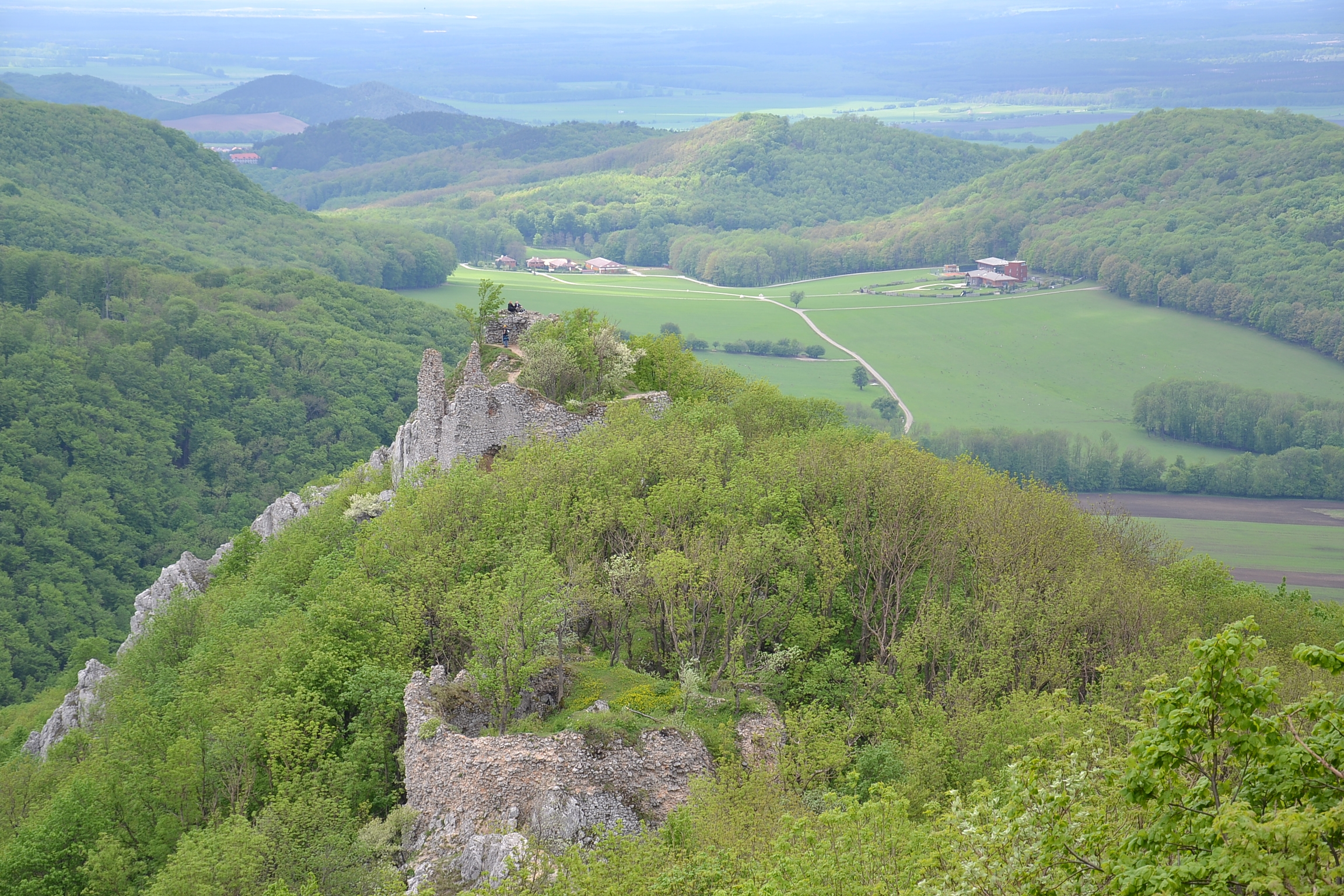
Hrad Ostrý Kameň dal jméno rodové ostrokameňské linii, kterou založil Adam III.

Mezi pozemkovým vlastníkem Adamem III. a obyvatelstvem se v roce 1735 znovu propukly konflikty o privilegia měšťanů z Pinkafeldu, které již v letech 1697 až 1719 vedly ke sporům mezi obyvatelstvem a Adamovým otcem Zikmundem I. Hlavní problémy bylo osvobození od mýta, osvobození od poskytování ubytovávání vojsku a soudnictví, které se Batthyányové opakovaně pokoušeli omezovat. Přestože stížnosti obyvatel Pinkafeld museli řešit i Marie Terezie a Josef II. a septemviraltafel 1768 rozhodl ve prospěch města, spory pokračovaly až do smrti Adama III. dne 15. listopadu 1782.
Jako držitel patronátího práva k několika farnostem na svém panství nechal Adam III. postavit, přestavět nebo opravit některé z dodnes existujících sakrálních staveb. Kolem roku 1748 nechal za podpory svého bratra Pavla II. (1702–1740), győrského katedrálního probošta, postavit křížovou cestu a kostel Kalvárie v Pinkafeldu. V Heiligenbrunnu, který byl součástí jeho panství Güssing, nechal nejprve gotický kostel vybavit novým hlavním oltářem, poté ho přestavět a zrenovovat a nakonec v roce 1764 nechal postavit farní a bývalý poutní kostel Heiligenbrunn. V St. Nikolaus u Güssingu, jehož kostel byl do roku 1945 sídlem samostatné – původně chorvatsky mluvící – farnosti, nechal kolem roku 1770 zrenovovat střechu a zdivo starého kostela. Na jeho panství Pinkafeld byl v letech 1773 až 1774 postaven katolický farní kostel v pozdně barokním stylu. Z doby jeho vlády pocházejí také části farního kostela v Burgau. Patří k nim vstupní klenební pole s tříosou varhanní kruchtou z roku 1775 a také klenba na nově členěných nástěnných pilířích.

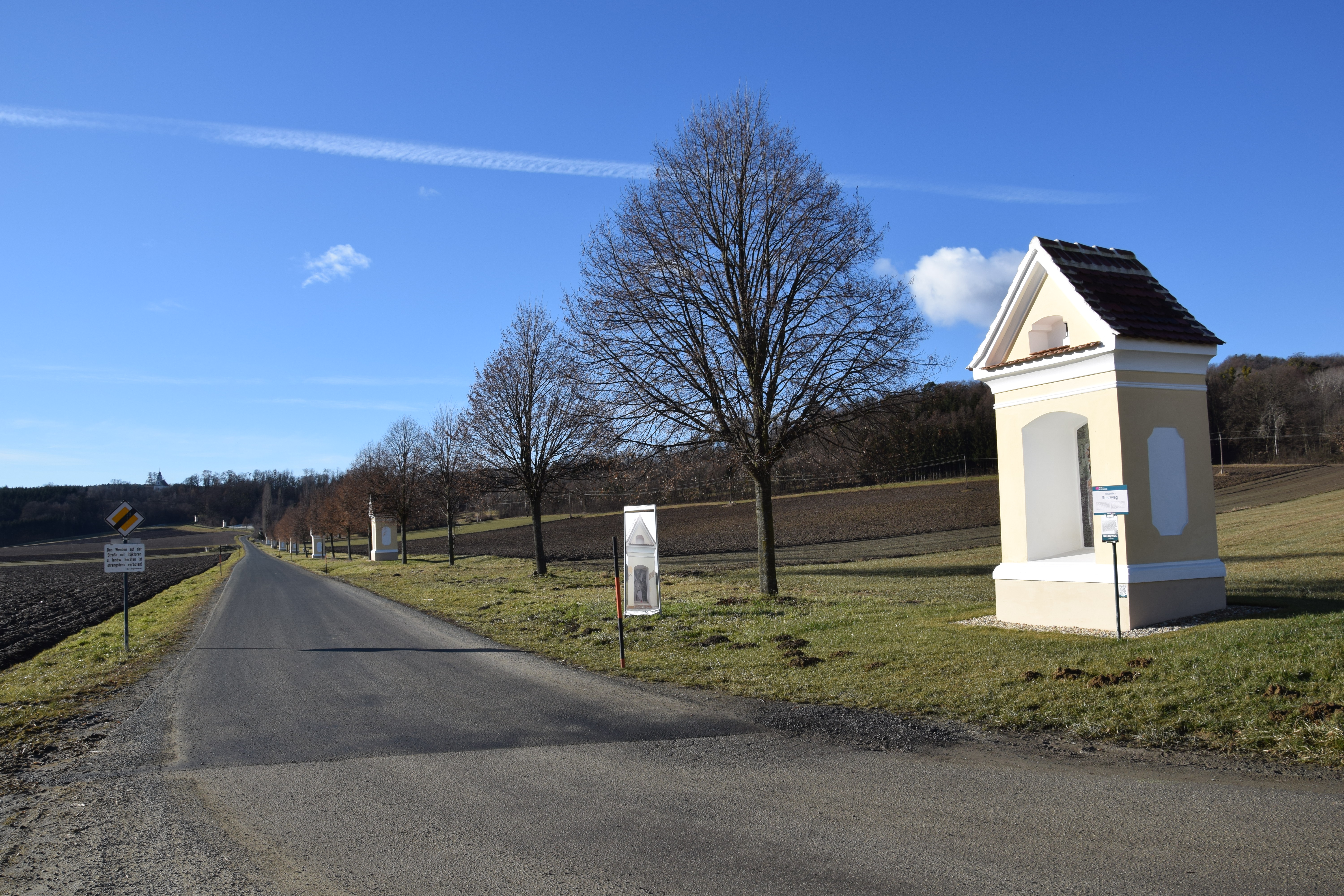
Pinkafeldská křížová cesta
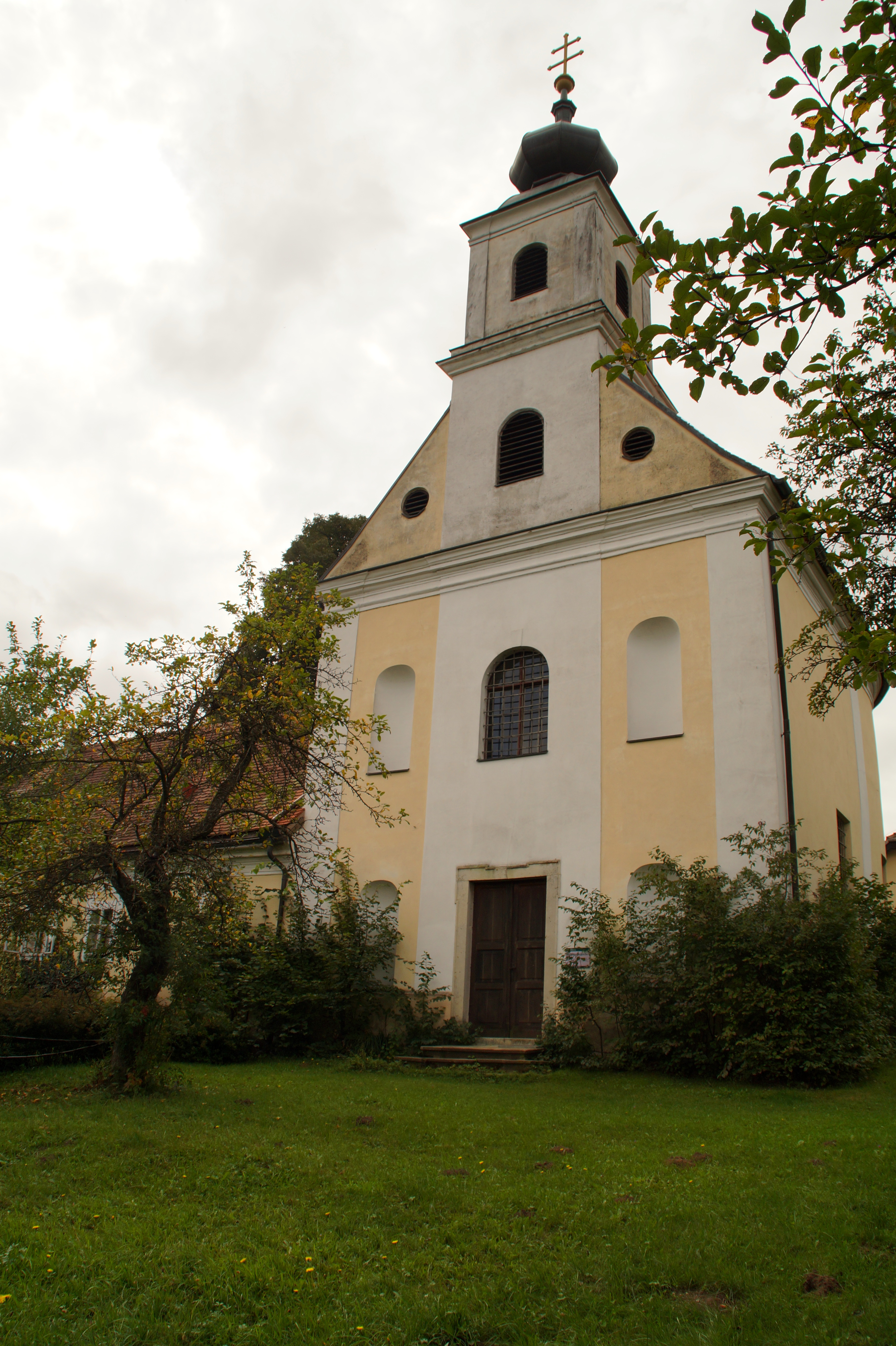
Kostel Kalvárie Pinkafeld
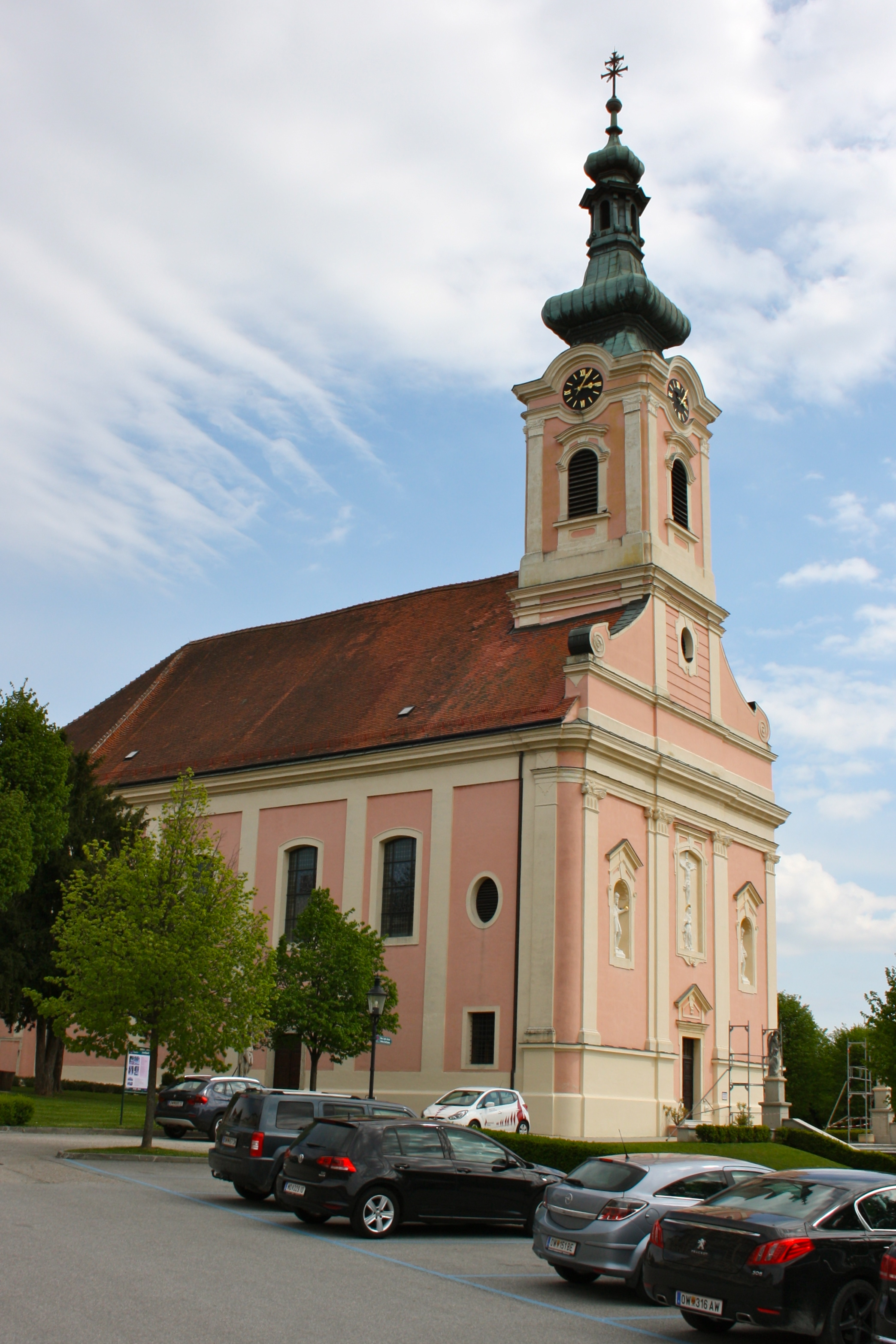
Katolický farní kostel Pinkafeld
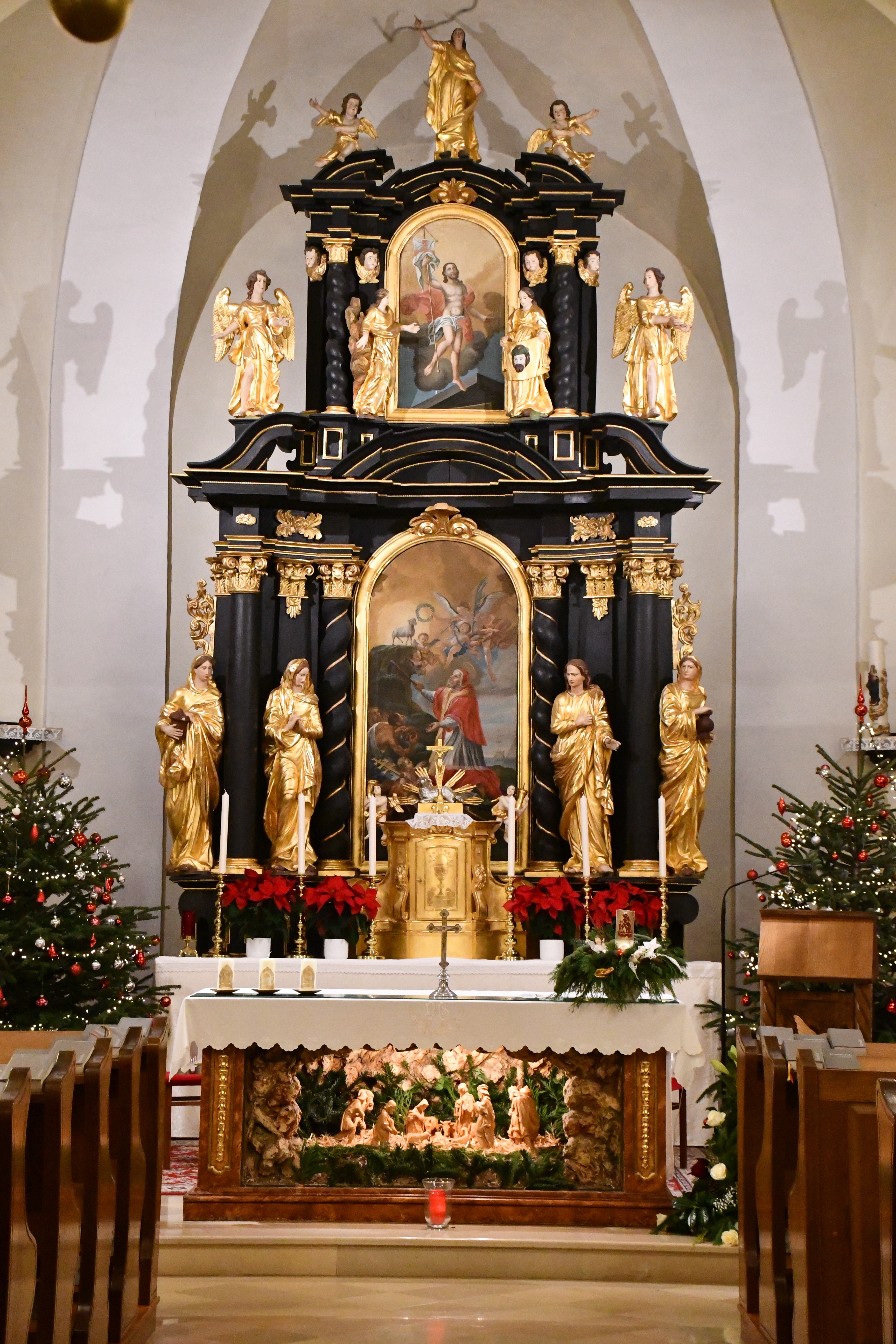
Hlavní oltář v Heiligenbrunnu
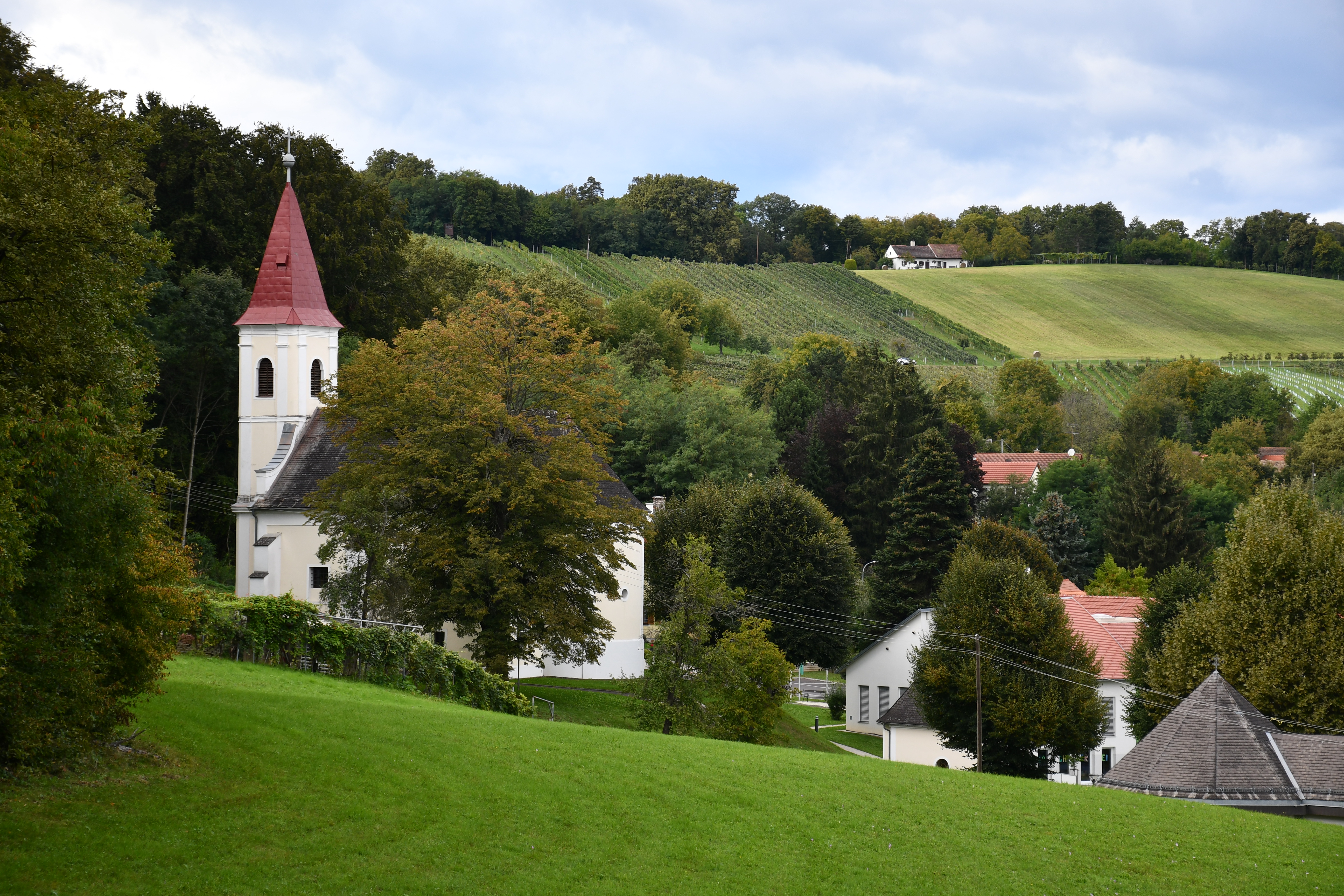
Farní kostel Heiligenbrunn
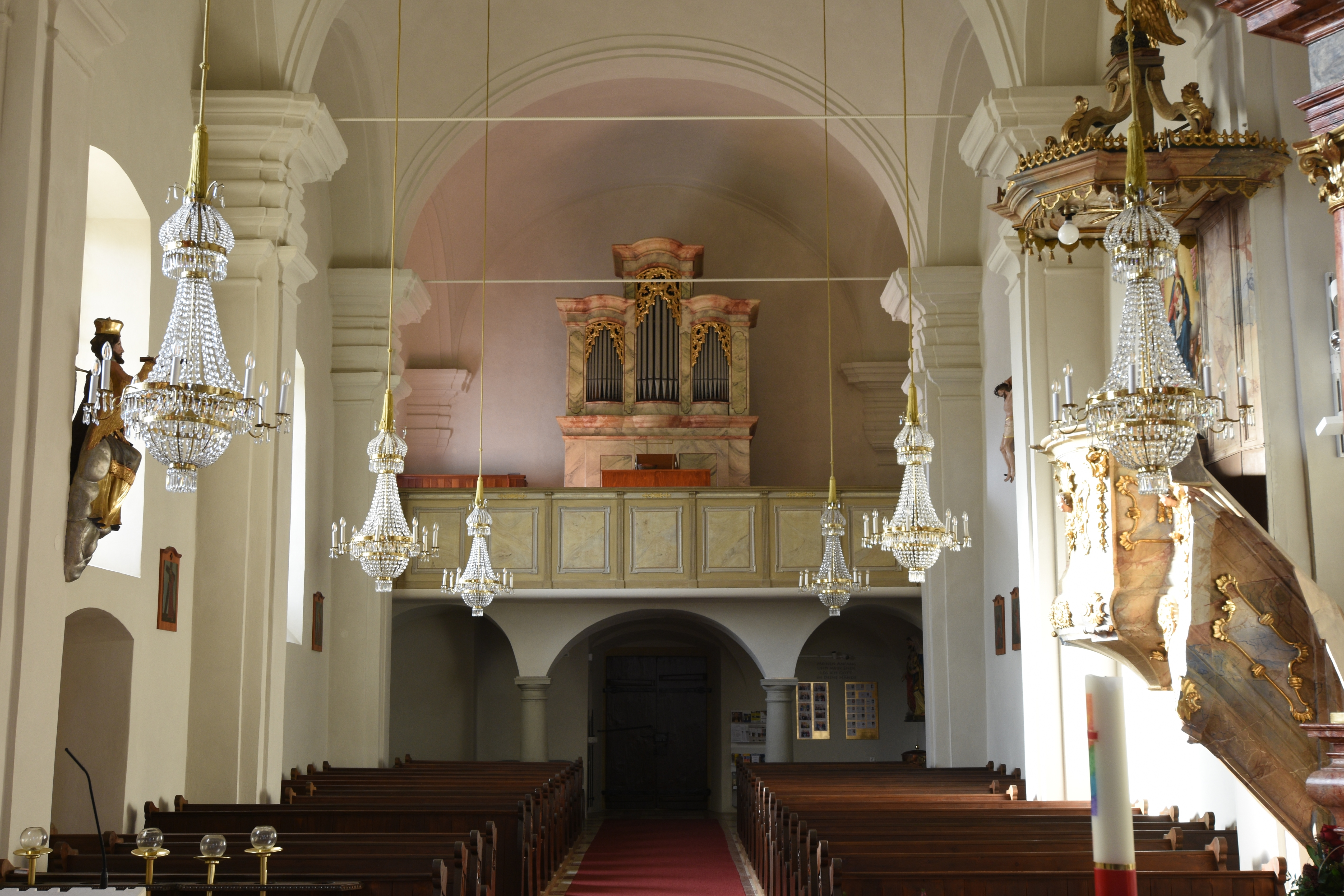
Varhanní kruchta farního kostela v Burgau

Adam byl pohřben v rodinné hrobce ve františkánském klášteře v Güssingu v Burgenlandu.

## Manželství a potomstvo
Adam III. se v roce 1736 oženil s Marií Annou, roz. hraběnkou Esterházyovou (1716–1757), dcerou Františka hraběte Esterházyho z Galanty (1683–1754) a jeho manželky Marie Sidonie hraběnky Pálffyové z Erdődu (1690–1743). Z manželství vzešlo sedm dětí:
- 1. František IV. (1737–1821) ⚭ Agáta baronka Stillfriedová
- 2. Marie Alžběta (1738–1772) ⚭ Mikuláš Forgách
- 3. Zdeňka (Sidonie) Regina (1739-1816) ⚭ Jan hrabě Illéshazy
- 4. Karel II. (1742–1814)
- 5. Jan Nepomuk I. (1744–1851) ⚭ Marie hraběnka z Herbersteinu
- 6. Marie Anna (1747–1772) ⚭ Maxmilián I. hrabě Batthyány
- 7. Julie Zdeňka (Sidonie) (1751–1811) ⚭ Ondřej hraběte Berényi de Karancsberény

Jelikož všichni synové Adama III. zůstali bez mužských potomků, ostrokameňská linie vymřela v mužské linii smrtí Jana Nepomuka I. v roce 1831.

## Vyznamenání
- taverník (pokladník) Uherského království
- skutečný tajný rada
- c. k. komorník